# Stazione di Ulsan
La stazione di Ulsan (울산역 - 蔚山驛 Ulsan-yeok) è una stazione passante situata fuori dal centro urbano della città di Ulsan, nella regione del Gyeongsangbuk-do in Corea del Sud. La stazione si trova sulla linea KTX Gyeongbu ad alta velocità, e gli interscambi possibili sono tramite bus e taxi.

## Linee
Korail
Linea KTX Gyeongbu (Alta Velocità)

## Stazioni adiacenti
| «            | Servizio     | »            |
| KTX Gyeongbu | KTX Gyeongbu | KTX Gyeongbu |
| ------------ | ------------ | ------------ |
| Gyeongju     | -            | Busan        |